# Giáp Giang
Giáp Giang (chữ Hán giản thể: 夹江县, âm Hán Việt: Giáp Giang huyện) là một huyện thuộc địa cấp thị Lạc Sơn, tỉnh Tứ Xuyên, Cộng hòa Nhân dân Trung Hoa. Huyện này có diện tích 749 km2, dân số năm 2002 là 350.000 người. Huyện Giáp Giang được chia thành 11 trấn và 11 hương.
- Trấn: 漹 Thành, Mộc Thành, Cam Giang, Hoàng Thổ, Giới Bài, Trung Hưng, Tam Động, Ngô Trường, Cam Lâm, Tân Trường.
- Hương: Mã Thôn, Thổ Môn, Nghinh Giang, Hiết Mã, Ma Liễu, Nam An, Thanh Châu, Ngô Phượng, Long Đà, Thuận Hà, Vĩnh Thanh.